# Pallavolo ai X Giochi asiatici - Torneo femminile
Il VII campionato di pallavolo femminile ai Giochi asiatici si è svolto dal 20 settembre al 5 ottobre 1986 a Seul, in Corea del Sud, durante i X Giochi asiatici. Al torneo hanno partecipato 5 squadre nazionali asiatiche e la vittoria finale è andata par la seconda volta consecutiva alla Cina.

## Squadre partecipanti
| - Cina - Corea del Sud - Giappone - Indonesia - Thailandia |

## Classifica finale
| Classifica | Squadre       |
| ---------- | ------------- |
|            | Cina          |
|            | Giappone      |
|            | Corea del Sud |
| 4          | Thailandia    |
| 5          | Indonesia     |